# Рібадедева
Рібадедева (ісп. Ribadedeva, аст. Ribedeva) — муніципалітет в Іспанії, у складі автономної спільноти Астурія. Населення — 1852 осіб (2009).
Муніципалітет розташований на відстані близько 340 км на північ від Мадрида, 100 км на схід від Ов'єдо.
Муніципалітет складається з таких паррокій: Коломбрес, Нор'єга, Вільянуева.

## Демографія
Динаміка населення (INE ):

## Галерея зображень

Розташування муніципалітету
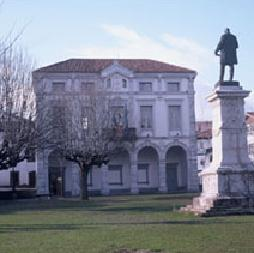
Муніципальна рада
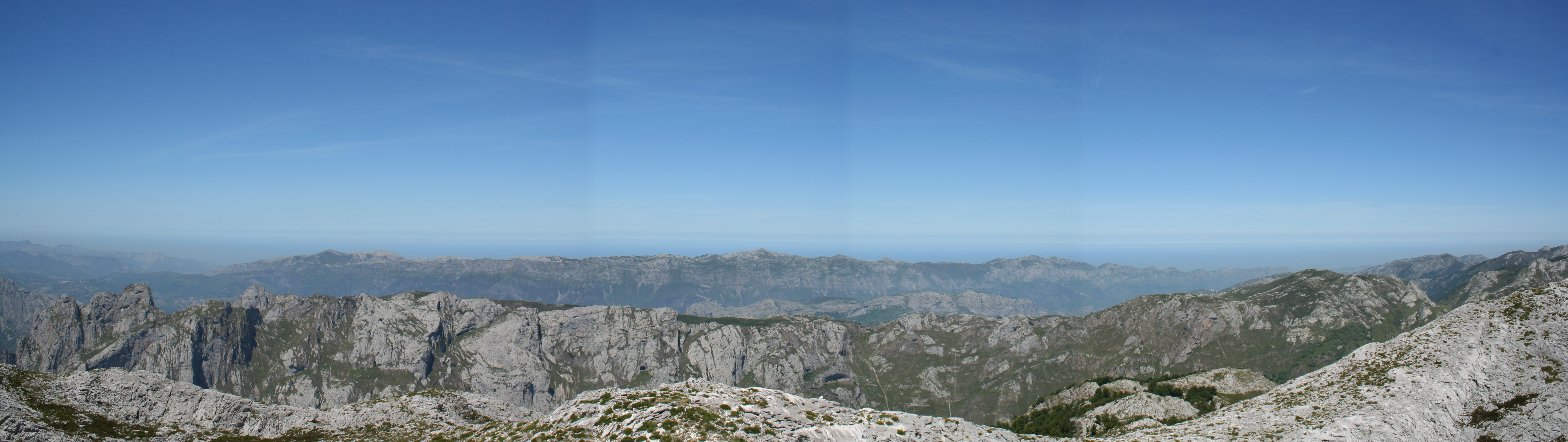
Сьєрра-дель-Куера